# Formigueret de Salvadori
El formigueret de Salvadori (Myrmotherula minor) és una espècie d'ocell de la família dels tamnofílids (Thamnophilidae).

## Hàbitat i distribució
Habita la selva pluvial, localment a les terres baixes del noord-est del Perú i oest de l'Amazònia del sud-est del Brasil.